# Вазописець Аналата

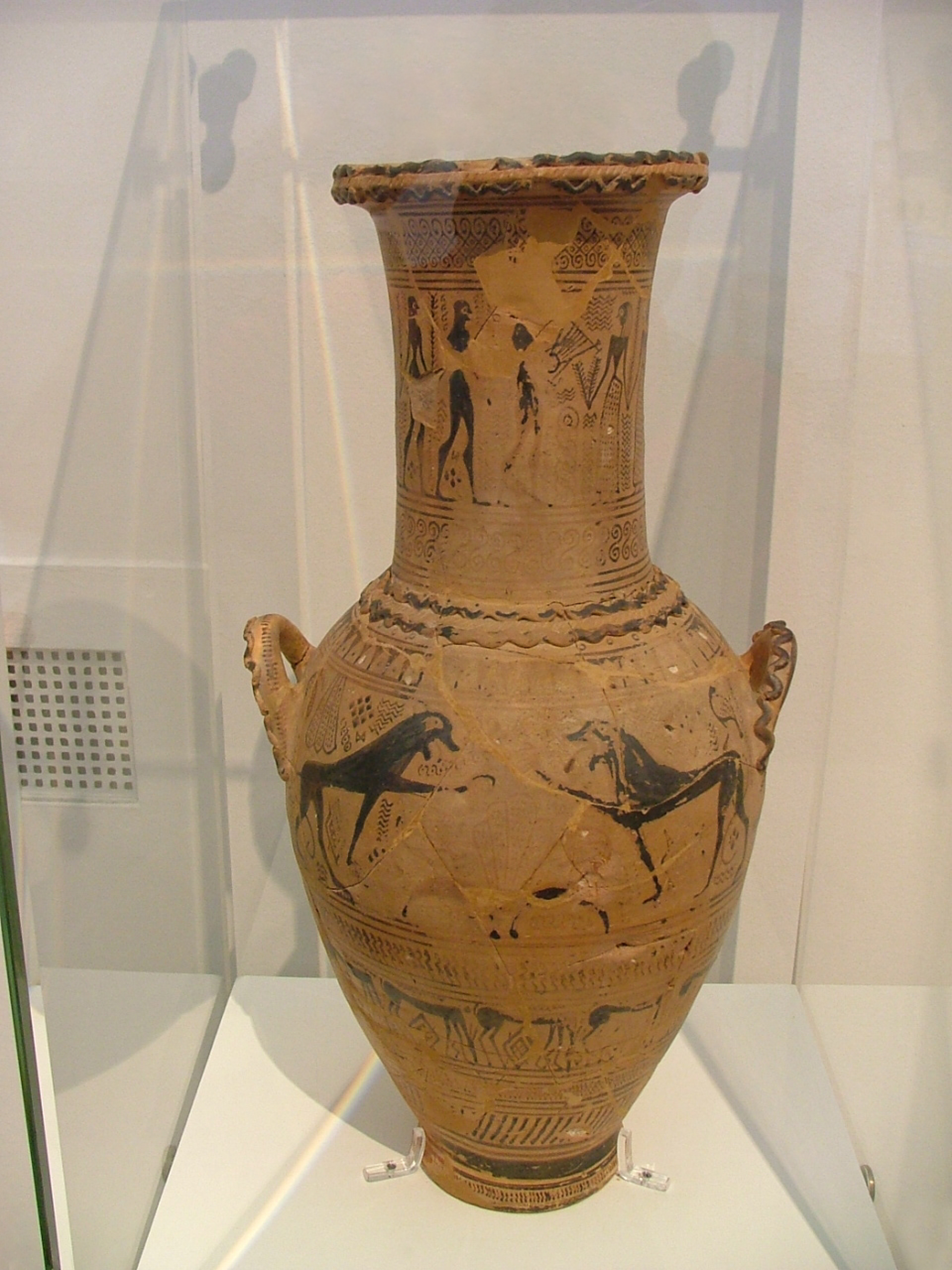
Гідрія Вазописця Аналата, знайдена на давньому кладовищі міста Аналат

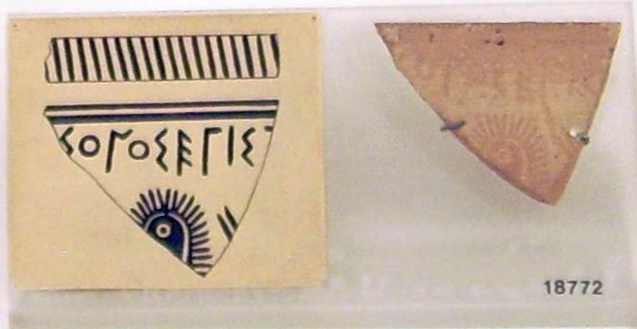
Вотивна дошка із написом Вазописця Аналата

Вазописець Аналата — аттичний вазописець, перший відомий представник протоаттичної кераміки, підтипу кераміки орієнталізуючого періоду.

## Біографія
Справжнє ім'я вазописця Аналата невідоме. Його умовне ім'я походить від міста в центральній Аттиці Аналат, під час розкопок якого були знайдені більшість його творів. Його іменна ваза — гідрія. Аналат належить до перехідного періоду вазопису від пізнього геометричного стилю до раннього протоаттичного.
Дослідники вважають, що він був учнем вазописця пізньогеометричної доби Вазописця Стататуса. Ранні приписувані Аналатові роботи також відносяться до пізньогеометричної доби. Наприклад, одна з його геометричних гідрій зображує протесіс — форма тіла фігур, — у якому явно відчувається єгипетський вплив. Прийняття східних традицій в мистецтві і було однією з ключових особливостей подальшого розвитку орієнталізуючого вазопису, прихильником якого Аналат став одним з перших. Характерними елементами цього нового стилю кераміки були фантастичні тварини, серед яких зустрічались сфінкси без крил або облич, ряди танцюючих чоловіків або жінок, поєднувані в цілісни й орнамент, а також розетки рослинних мотивів.
Найдавніша з відомих амфор роботи Аналата нині зберігається в Музеї Ашмола в Оксфорді, показує низку двокінних упряжок. Відомий також лутрофор Аналата, який зберігається в Луврі, а також кілька фрагментів інших робіт майстра. Крім амфор та гідрій Аналат створював кратери, а також вази із кришками. Приписвувана йому вотивна дошка містить напис грец. ΣΟΝΟΣΈΠΙΣΤ, що свідчить про писемність художника. Ця дошка також є найдавнішою пам'яткою розпису із написом грецькими літерами.
Цілком можливо, що Аналат був не тільки вазописцем, але й гончарем. Його сучасником був Вазописець Месогенії, роки активної діяльності Аналата припадають на період приблизно між 700 та 675 до н. е.